# Walentin Witaljewitsch Lebedew
Walentin Witaljewitsch Lebedew (russisch Валентин Витальевич Лебедев, wiss. Transliteration Valentin Vital'evič Lebedev; * 14. April 1942 in Moskau, Russische SFSR) ist ein ehemaliger sowjetischer Kosmonaut.

## Leben

### Beginn der Karriere
Lebedew studierte am Moskauer Staatlichen Luftfahrtinstitut (MAI), das er 1966 als Ingenieur verließ. Anschließend trat er in das Konstruktionsbüro OKB-1 (spätere Namen: ZKBEM und Energia) ein, in dem unter anderem das Raumschiff Sojus und die Mondsonde Zond entwickelt wurden.
Im Rahmen des sowjetischen Mondprogramms arbeitete Lebedew im Bereich der Wasserung und Bergung der Rückkehrkapsel. Später schulte er Kosmonauten und arbeitete an Methoden für ein manuelles Rendezvous eines Sojus-Raumschiffes mit einer Raumstation vom Typ DOS, die ebenfalls im ZKBEM entwickelt wurde.

### Auswahl zum Kosmonauten
Ab 1969 befand Lebedew sich in der Bewerbungsphase für das sowjetische Kosmonautenkorps. Am 22. März 1972 wurde er als Test-Kosmonaut ausgewählt. Zu seiner Gruppe gehörten zwei weitere Ingenieure von ZKBEM (Boris Andrejew und Juri Ponomarjow), ein Ingenieur vom Konstruktionsbüro ZKBM (Waleri Makruschin) sowie drei Ärzte des Instituts für mikrobiologische Probleme.

### Sojus 13
Ab Juli 1972 arbeitete Lebedew in der Unterstützungsmannschaft für einen Sojus-Flug, bei dem die astrophysikalische Kamera Orion 2 eingesetzt werden sollte. Im September 1973 rückte er in die Ersatzmannschaft auf und wurde Kommandant Pjotr Klimuk zugeteilt. Am 7. Dezember fiel eine Entscheidung der Staatskommission, nach der die ursprünglich vorgesehenen Kosmonauten Worobjow und Jasdowski nicht eingesetzt werden sollten und somit Klimuk und Lebedew nachrückten.
Klimuk und Lebedew waren beide erst 31 Jahre alt und bildeten damit die jüngste Besatzung eines mehrsitzigen Raumschiffs. Außerdem hatte Lebedew mit nur 21 Monaten zwischen Auswahl und Erstflug die bis dahin kürzeste Ausbildung eines sowjetischen Sojus-Kosmonauten. Nur der Arzt Oleg Atkow würde 1984 mit weniger als einem Jahr unter dieser Marke bleiben.
Klimuk und Lebedew starteten am 18. Dezember 1973 mit Sojus 13. Mit der Orion-2-Kamera wurden sowohl astrophysikalische Aufnahmen als auch Erdbeobachtungen durchgeführt. Der Flug diente auch dem Test verschiedener Bordsysteme, die nach dem Unglück von Sojus 11 umgearbeitet worden waren. Die Landung erfolgte am 26. Dezember in einem Schneesturm.

### Saljut 6
Ab Dezember 1977 wurde Lebedew für einen Einsatz an Bord der neuen Raumstation Saljut 6 vorbereitet und Kommandant Leonid Popow zugeordnet. Popow und Lebedew bildeten die Unterstützungsmannschaft für die erste und die zweite Langzeitbesatzung (Saljut 6 EO-1 und Saljut 6 EO-2), danach rückten Popow und Lebedew in die Ersatzmannschaft für die dritte Mission Saljut 6 EO-3 auf, die im Februar 1979 startete.
Popow und Lebedew waren als vierte Mannschaft (Saljut 6 EO-4) vorgesehen, doch im März 1980 zog sich Lebedew beim Trampolinspringen eine Knieverletzung zu, die seinen Einsatz unmöglich machte. Lebedew musste ersetzt werden und kam bei Saljut 6 nicht mehr zum Einsatz.

### Saljut 7
Ab September 1981 trainierte Lebedew für einen Einsatz an Bord der neuen Raumstation Saljut 7. Zusammen mit Kommandant Anatoli Beresowoi sollte er die erste Langzeitbesatzung Saljut 7 EO-1 bilden.
Beresowoi und Lebedew starteten am 13. Mai 1982 mit dem Raumschiff Sojus T-5, koppelten am Folgetag an die Saljut und nahmen die Station in Betrieb.
Ende Juni kam mit Sojus T-6 eine Besuchsmannschaft an Bord, zu deren Mannschaft mit Jean-Loup Chrétien auch der erste französische Raumfahrer gehörte. Im weiteren Verlauf der Mission führten Beresowoi und Lebedew am 30. Juli 1982 einen Weltraumausstieg durch. Eine zweite Kurzzeitmission diente dem Raumschiffaustausch. Am 20. August koppelte Sojus T-7 an. Die Besuchsmannschaft nahm am 27. August 1982 das Raumschiff Sojus T-5 zur Erde zurück.
Als Lebedew und Beresowoi am 10. Dezember 1982 mit Sojus T-7 landeten, hatten sie mit 211 Tagen einen neuen Langzeitrekord für einen Raumflug aufgestellt.

### Nach den Raumflügen
Ab 1983 wurde Lebedew als Bordingenieur für den Raumgleiter Buran ausgebildet. Lebedew verließ das Programm aber bereits 1986, lange bevor es aus finanziellen und politischen Gründen eingestellt wurde.
Im November 1989 trat Lebedew in die sowjetische Akademie der Wissenschaften ein und wurde dort stellvertretender Direktor des Instituts für Geografie. Im Juli 1991 wurde er Leiter des neugegründeten Zentrums für Geoinformations-Systeme.
Lebedew schied am 25. Februar 1993 offiziell aus dem Kosmonautenkorps aus. Im Mai 2000 wurde er als erster Kosmonaut zum korrespondierenden Mitglied der russischen Akademie der Wissenschaften ernannt.

## Veröffentlichungen
Lebedew veröffentlichte 157 wissenschaftliche Artikel und ist Autor oder Mitautor von neun Büchern. Seine Aufzeichnungen an Bord von Saljut 7 wurden auf Russisch und auf Englisch veröffentlicht.

## Sonstiges
- Lebedew hält 26 Patente.
- Er war von 1975 bis 1991 Präsident des sowjetischen Akrobatik-Verbands.
- Von 1976 bis 1991 war er Mitglied des sowjetischen Nationalen Olympischen Komitees.

## Ehrungen
- zweifacher Held der Sowjetunion (28. Dezember 1973 und 10. Dezember 1982)
- zweifacher Träger des Leninordens (28. Dezember 1973 und 10. Dezember 1982)
- Ehrenbürger von 16 Städten der ehemaligen Sowjetunion, sowie von Fort Worth (USA)
- Offizier der französischen Ehrenlegion (1982)
- Namensgeber des Kleinplaneten (10015) Valenlebedev, der 1978 von der russischen Astronomin Ljudmila Iwanowna Tschernych entdeckt wurde.[1]

## Privates
Lebedew ist verheiratet und hat ein Kind.